# HD 225136
HD 225136，又名BD+65 1993，SAO 10948、HR 9099，是一颗恒星，视星等为6.29，位于銀經118.25，銀緯4.27，其B1900.0坐标为赤經23h 58m 42.4s，赤緯+66° 4.27′ 20″。